# Marano Lagunare
Marano Lagunare es una localidad y comune italiana de la provincia de Udine, región de Friuli-Venecia Julia, con 2007 habitantes.

## Evolución demográfica
| Gráfica de evolución demográfica de Marano Lagunare entre 1861 y 2001 |
|                                                                       |
| Fuente ISTAT - elaboración gráfica de Wikipedia                       |